# Station Wola Książęca
Station Wola Książęca is een spoorwegstation in de Poolse plaats Wola Książęca.